# Емре Белезоглу
Емре́ Белезоглу́ (тур. Emre Belözoğlu [ˈemre ˈbeløzɔːɫu], нар. 7 вересня 1980, Стамбул) — турецький футболіст, півзахисник клубу «Істанбул ББ».

## Клубна кар'єра
Вихованець юнацьких команд футбольних клубів «Зейтинбурнуспор» та «Галатасарай».

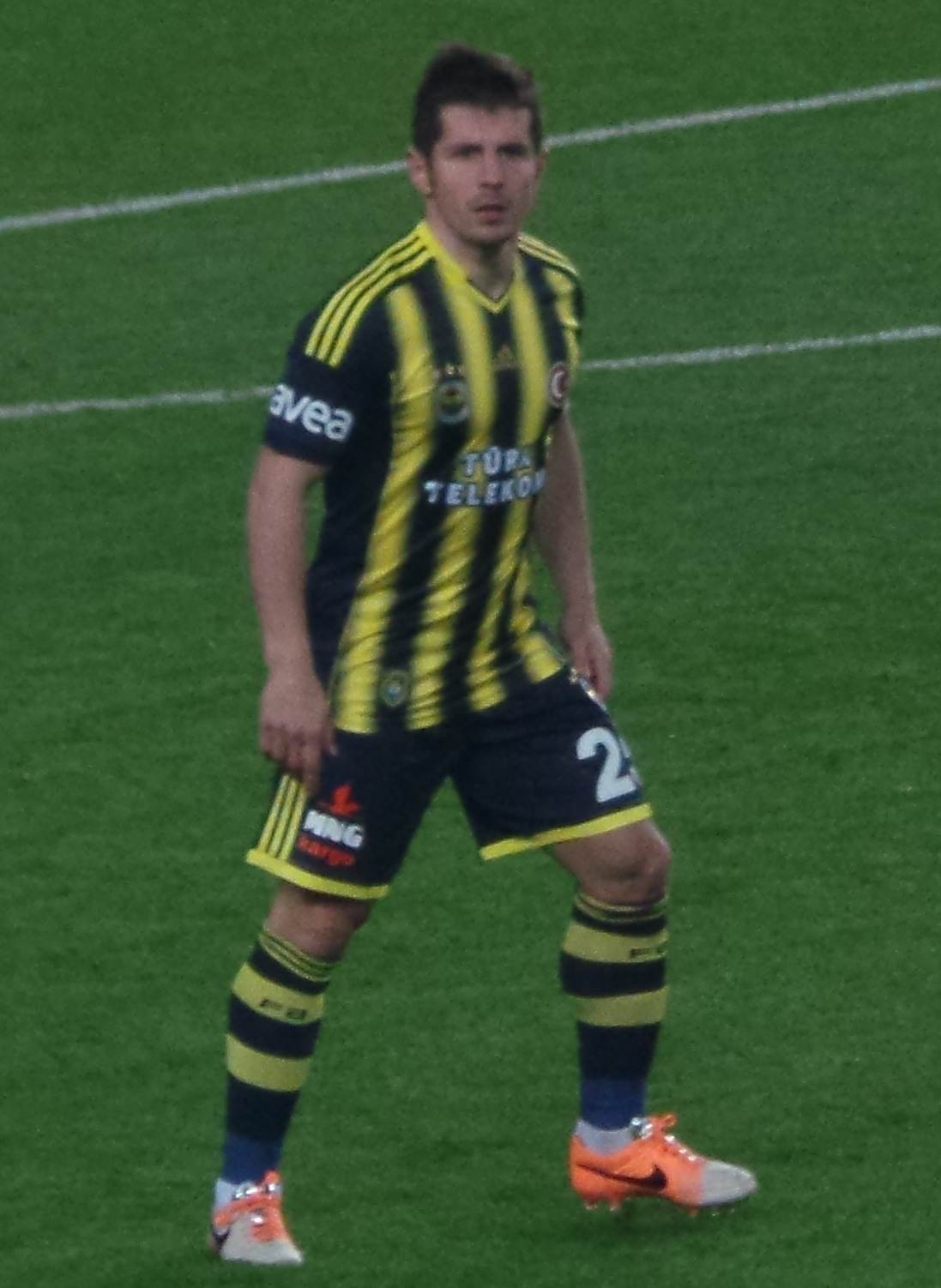
Емре під час виступів за «Фенербахче». 16 лютого 2014 року

У дорослому футболі дебютував 1996 року виступами за «Галатасарай», в якому провів п'ять сезонів, взявши участь у 149 матчах чемпіонату. Більшість часу, проведеного у складі «Галатасарая», був основним гравцем команди. За цей час тричі виборював титул чемпіона Туреччини, став володарем Кубка УЄФА та Суперкубка УЄФА.
Своєю грою за команду привернув увагу представників тренерського штабу «Інтернаціонале», до складу якого приєднався 1 липня 2001 року. Відіграв за «нераззуррі» наступні чотири сезони своєї ігрової кар'єри. Під час виступів за міланський клуб у 2004 році був включений до списку ФІФА 100
14 липня 2005 року уклав контракт з клубом «Ньюкасл Юнайтед», у складі якого провів наступні три роки своєї кар'єри гравця. Граючи у складі «Ньюкасл Юнайтед» також здебільшого виходив на поле в основному складі команди.
До складу клубу «Фенербахче» приєднався 23 липня 2008 року, за який за чотири сезони встиг відіграти 103 матчі в національному чемпіонаті.
29 травня 2012 року підписав дворічний контракт з «Атлетіко» (Мадрид). У новій команді відразу виграв Суперкубок УЄФА 2012, вийшовши на заміну на 87 хвилині замість Радамеля Фалькао, проте надалі закріпитися в складі «матрасників» не зумів.
31 січня 2013 року гравець повернувся в «Фенербахче» за 2 млн. євро, підписавши контракт на 2,5 роки. В першому ж сезоні після повернення виграв з клубом національний чемпіонат та Суперкубок.
Влітку 2015 року на правах вільного агента підписав контракт з клубом «Істанбул ББ».

## Виступи за збірну
2000 року дебютував в офіційних матчах у складі національної збірної Туреччини. Наразі провів у формі головної команди країни 80 матчів, забивши 7 голів.
У складі збірної був учасником чемпіонату світу 2002 року в Японії і Південній Кореї, на якому команда здобула бронзові нагороди та чемпіонату Європи 2008 року в Австрії та Швейцарії.

## Статистика виступів

### Статистика клубних виступів
Станом на 1 серпня 2015
| Клуб                | Сезон              | Чемпіонат | Чемпіонат | Кубок | Кубок | Єврокубки | Єврокубки | Усього | Усього |
| Клуб                | Сезон              | Ігор      | Голів     | Ігор  | Голів | Ігор      | Голів     | Ігор   | Голів  |
| ------------------- | ------------------ | --------- | --------- | ----- | ----- | --------- | --------- | ------ | ------ |
| «Галатасарай»       | 1996-97            | 1         | 0         | -     | -     | -         | -         | 1      | 0      |
| «Галатасарай»       | 1997-98            | 24        | 2         | 8     | 0     | 2         | 0         | 35     | 2      |
| «Галатасарай»       | 1998-99            | 27        | 2         | 6     | 2     | 2         | 0         | 35     | 2      |
| «Галатасарай»       | 1999-00            | 24        | 5         | 4     | 0     | 13        | 1         | 41     | 6      |
| «Галатасарай»       | 2000-01            | 27        | 4         | 3     | 4     | 10        | 0         | 40     | 8      |
| «Галатасарай»       | Усього             | 103       | 12        | 21    | 6     | 27        | 1         | 151    | 18     |
| «Інтернаціонале»    |                    |           |           |       |       |           |           |        |        |
| 2001-02             | 13                 | 0         | -         | -     | 6     | 0         | 19        | 0      |        |
| 2002-03             | 25                 | 3         | -         | -     | 12    | 1         | 37        | 4      |        |
| 2003-04             | 21                 | 0         | -         | -     | 6     | 0         | 27        | 0      |        |
| 2004-05             | 19                 | 0         | -         | -     | 6     | 0         | 25        | 0      |        |
| Усього              | 78                 | 3         | -         | -     | 30    | 1         | 108       | 4      |        |
| «Ньюкасл Юнайтед»   |                    |           |           |       |       |           |           |        |        |
| 2005-06             | 20                 | 2         | 4         | 0     | 1     | 0         | 25        | 2      |        |
| 2006-07             | 24                 | 2         | 2         | 0     | 12    | 1         | 38        | 3      |        |
| 2007-08             | 14                 | 1         | 5         | 0     | -     | -         | 19        | 1      |        |
| Усього              | 58                 | 5         | 8         | 0     | 23    | 1         | 82        | 6      |        |
| «Фенербахче»        |                    |           |           |       |       |           |           |        |        |
| 2008-09             | 25                 | 1         | 6         | 0     | 9     | 1         | 40        | 2      |        |
| 2009-10             | 25                 | 1         | 5         | 0     | 8     | 1         | 38        | 2      |        |
| 2010-11             | 27                 | 4         | 1         | 0     | 4     | 2         | 32        | 5      |        |
| 2011-12             | 26                 | 6         | 2         | 0     | -     | -         | 28        | 6      |        |
| Усього              | 103                | 12        | 14        | 0     | 21    | 4         | 138       | 16     |        |
| «Атлетіко» (Мадрид) |                    |           |           |       |       |           |           |        |        |
| 2012–13             | 7                  | 0         | 3         | 0     | 7     | 1         | 17        | 1      |        |
| Усього              | 7                  | 0         | 3         | 0     | 7     | 1         | 17        | 1      |        |
| «Фенербахче»        |                    |           |           |       |       |           |           |        |        |
| 2012–13             | 10                 | 2         | 2         | 0     | —     | —         | 12        | 2      |        |
| 2013–14             | 20                 | 6         | 1         | 0     | 2     | 0         | 23        | 6      |        |
| 2014–15             | 26                 | 6         | 1         | 0     | —     | —         | 27        | 6      |        |
| Усього              | 56                 | 14        | 4         | 0     | 2     | 0         | 62        | 14     |        |
| Загалом за кар'єру  | Загалом за кар'єру | 405       | 48        | 61    | 8     | 100       | 8         | 565    | 64     |

### Статистика виступів у збірній

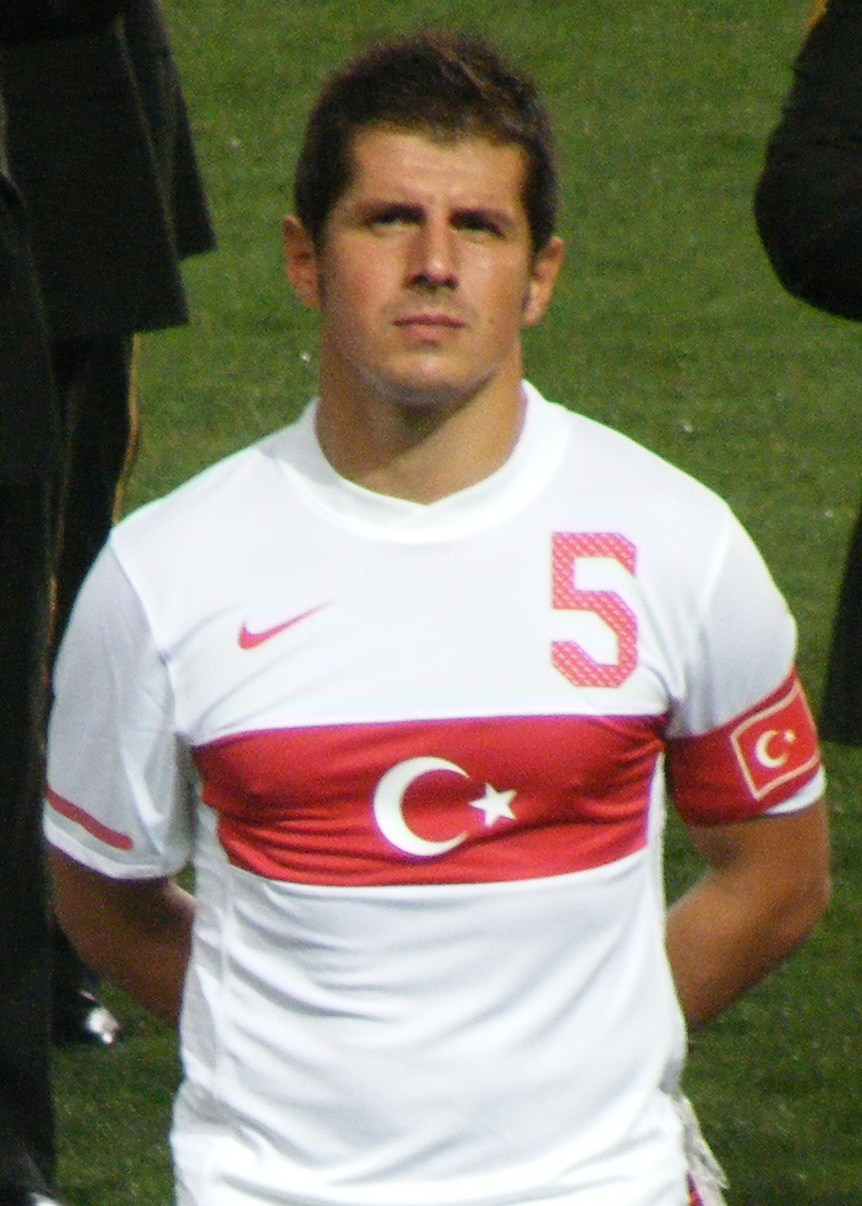
Емре Белезоглу в 2010 році у складі збірної Туреччини

| Збірна Туреччини | Збірна Туреччини | Збірна Туреччини |
| Роки             | Ігри             | Голи             |
| ---------------- | ---------------- | ---------------- |
| 2000             | 4                | 1                |
| 2001             | 4                | 0                |
| 2002             | 13               | 2                |
| 2003             | 7                | 0                |
| 2004             | 7                | 0                |
| 2005             | 7                | 0                |
| 2006             | 1                | 0                |
| 2007             | 8                | 1                |
| 2008             | 7                | 1                |
| 2009             | 6                | 1                |
| 2010             | 9                | 1                |
| 2011             | 6                | 1                |
| 2012             | 9                | 1                |
| 2013             | 2                | 0                |
| 2014             | 3                | 0                |
| Всього           | 94               | 9                |

## Досягнення
«Галатасарай»

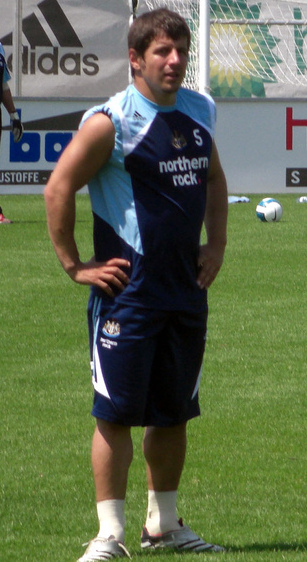
Емре Белезоглу в 2007 році у складі «Ньюкасл Юнайтед»

- Чемпіон Туреччини: 1996-97, 1997-98, 1998-99, 1999-00
- Володар Кубка Туреччини: 1998-99, 1999-00
- Володар Суперкубка Туреччини: 1997
- Володар Кубка УЄФА: 1999-00
- Володар Суперкубка УЄФА: 2000

«Інтернаціонале»
- Володар Кубка Італії: 2004-05

«Ньюкасл Юнайтед»
- Переможець Кубка Інтертото: 2006

«Фенербахче»
- Чемпіон Туреччини: 2010-11, 2013-14
- Володар Кубка Туреччини: 2011-12, 2012-13
- Володар Суперкубка Туреччини: 2009, 2014

«Атлетіко»
- Володар Суперкубка УЄФА: 2012

Туреччина
- Бронзовий призер чемпіонату світу: 2002